# Bristol (Connecticut)
Bristol ist eine Stadt im Hartford County des Bundesstaats Connecticut in den Vereinigten Staaten.
Das U.S. Census Bureau hat bei der Volkszählung 2020 eine Einwohnerzahl von 60.833 ermittelt.
Das Stadtgebiet hat eine Größe von 69,5 km².
In den USA ist Bristol besser bekannt als Mum City. Der Name kommt von dem überall vorhandenen Duft der hier angepflanzten und zur Versendung weiterverarbeiteten Chrysanthemen.
Der Fernsehsender ESPN hat in Bristol eigene Studios.

## Schulen
- Bingham School
- Bristol Central High School
- Bristol Eastern High School
- Chippens Hill Middle School
- Edgewood School
- Greene-Hills School
- Jennings School
- Memorial Boulevard School
- Mountain View School
- Northeast Middle School
- South Side School
- Stafford School

## Bevölkerungsentwicklung
- 1790 - 2.462
- 1800 - 2.722
- 1810 - 1.428
- 1820 - 1.362
- 1830 - 1.707
- 1840 - 2.109
- 1850 - 2.884
- 1860 - 3.436
- 1870 - 3.788
- 1880 - 5.347
- 1890 - 7.382
- 1900 - 9.643
- 1910 - 13.502
- 1920 - 20.620
- 1930 - 28.451
- 1940 - 30.167
- 1950 - 35.961
- 1960 - 45.499
- 1970 - 55.487
- 1980 - 57.370
- 1990 - 60.640
- 2000 - 60.062
- 2002 - 60.541
- 2005 - 61.353
- 2010 - 60.477[2]

## Söhne und Töchter der Stadt
- Julius Edward Dillon (1897–1961), römisch-katholischer Ordensgeistlicher, Apostolischer Präfekt von Shashi
- Gary Burghoff (* 1943), Schauspieler
- Mike Reiss (* 1959), Drehbuchautor
- Michael Corbat (* 1960), Manager
- Karen Josephson (* 1964), Synchronschwimmerin
- Sarah Josephson (* 1964), Synchronschwimmerin
- Michelle Guerette (* 1980), Ruderin
- Jocelin Donahue (* 1981), Schauspielerin
- Aaron Hernandez (1989–2017), Footballspieler und Mörder
- Donovan Clingan (* 2004), Basketballspieler